# Limón Exprés
El Limón Exprés fue un tren turístico de la Costa Blanca, en la provincia de Alicante. Comenzó a funcionar el 1 de junio de 1971 entre Benidorm y Gata de Gorgos, siendo el primer tren turístico de España. En la actualidad se encuentra sin funcionamiento desde el año 2005 y con sus vagones esperando para finalizar su restauración completa en las instalaciones de Campello. Este tren turístico fue declarado Bien de Interés Cultural (BIC). Actualmente por esas vías circula la línea 9 del TRAM Metropolitano de Alicante.

## Historia

### Contexto Socioeconómico
La línea Alicante-Denia no pasaba por sus mejores momentos. Con una infraestructura antigua, poca demanda y un servicio precario contaba con muchas posibilidades de acabar cerrada como otras líneas de vía estrecha cercanas (Carcagente-Denia, Alcoy-Gandía, Villena-Alcoy-Yecla). En este contexto surgió una idea revolucionaria en España que consiguió salvar la línea con la creación de un exitoso tren turístico.

### Idea y puesta en funcionamiento
La idea la tuvo un promotor turístico británico residente en Benidorm, David A. G. Simpson, cuando vio en la estación de Benidorm unos viejos coches de madera sin uso del antiguo ferrocarril Denia-Carcagente, que probablemente esperaban para ser desguazados. David A. G. Simpson llegó a un acuerdo con FEVE, entonces titular de la línea y del material móvil, para crear este servicio turístico que comenzó a funcionar el 1 de junio de 1971. Así nacía el primer tren turístico español al que, tras su éxito, siguieron otros como el Transcantábrico, el Tren de la Fresa, Al-Ándalus, Murallas de Ávila, Doncel de Sigüenza, Tren de la Naturaleza, Tren de Cervantes.

### Material rodante
El material procedía principalmente del clausurado ferrocarril de Carcagente a Denia y algunos del también desaparecido ferrocarril de Manresa-Oliván, ya que no se habían conservado los antiguos coches de los Estratégicos y Secundarios de Alicante (ESA), que eran los que habían circulado por esta línea.
Se trataba de doce coches de balconcillos con caja de madera, construidos en las décadas de 1920 y 1930, que fueron pintados de color amarillo limón. Cada coche recibió un nombre de mujer: Rosa, María, Isabel, Alicia, Carmen, Sofía, Luisa, Elena, Silvia, Emilia, Nuria y Marina, escrito en los laterales. Todos tenían asientos de madera. Aunque Simpson quería que fuesen locomotoras de vapor, no pudo ser y se utilizaron tres tractores diésel hidráulicos "Batignolles" que se encontraban en Alicante fuera de servicio. Siendo acondicionadas y pintadas de rojo y amarillo para el "Limón Express". Aunque debido a la escasa potencia de estos, la baja velocidad y la gran distancia entre ejes favorecerían la pronta retirada de esas locomotoras.

### Viaje
Inicialmente el viaje se realizaba entre Benidorm y Denia, siendo una excursión de todo el día. Pero al poco se redujo su recorrido pasando a funcionar únicamente entre Benidorm y Gata de Gorgos, durando solo por la mañana. Pasaba por las localidades de Altea, Calpe, Benisa y Teulada. La gran demanda produjo que, en muchas ocasiones, se tuvieran que realizar dos servicios diarios.

### Traspaso de FEVE a FGV
El traspaso en 1987 de la línea Alicante-Denia a Ferrocarriles de la Generalidad Valenciana supuso también cambios para el Limón Exprés, ya que todos los coches fueron restaurados, renovando el exterior y el interior. El exterior pasó a ser metalizado en verde y blanco, perdiendo el color amarillo característico. Dos de los coches se transformaron en coche-bar, instalándoles mesas y una barra de bar y siendo pintados el exterior en marrón. También se mejoró la seguridad que, con la instalación del freno de aire comprimido, dejó de ser necesaria la figura del guardafrenos.
El 22 de marzo de 1988 se inauguró el reformado Limón Exprés. En julio de 1988, las locomotoras "Batignolles" fueron sustituidas por las Alstom, diésel-eléctricas del tipo BB. En 1994 se incorporó una tercera locomotora de características similares y fueron bautizadas con nombres de accidentes geográficos alicantinos de las comarcas por las que circulan: Benacantil, Ifach y Montgó.
Este tren alcanzó una importancia y una fama muy grande. Tanto que los billetes para el trayecto se podían adquirir en las agencias de viajes además de en las estaciones de la línea.

## Actualmente
El Limón Exprés dejó de prestar servicio en 2005. El entonces gestor, Rudi Meyers, pidió su cierre temporal a Ferrocarriles de la Generalidad Valenciana por el mal estado de los bogies del tren, ya que se habían ocasionado varios descarrilamientos. El tren se encuentra en estado de abandono tras unas pequeñas reformas, esperando para finalizar su restauración completa en las instalaciones de Campello. A pesar de que se licitara su reparación y se solicite, desde muchos organismos y organizaciones, su puesta en funcionamiento y haya sido declarado BIC.

## Futuro
Para que en el futuro el Limón Exprés pueda volver a funcionar, no sólo hace falta que se restauren  y adecúen los vagones, también hace falta obras en la infraestructura ferroviaria. Actualmente se están llevando a cabo obras de mejora y renovación en el trazado entre Benidorm y Altea, pero que no serían suficientes para la convivencia de este tren turístico con el servicio de viajeros que se plantea para el TRAM.
El Consell estudia recuperar el servicio cuando se resuelva su compatibilidad con el TRAM en cruces desdoblados de las vías.